# Artemisiospiza nevadensis
El zacatonero de artemisa o chingolo de Nevada (Artemisiospiza nevadensis) es una especie de ave paseriforme de la familia Passerellidae propia del oeste de Estados Unidos y el noroeste de México.
Anteriormente estuvo ubicado en el género Amphispiza, pero las pruebas obtenidas en 2007 y 2009 condujeron a ubicarla en el género Artemisiospiza.

## Descripción
Es un gorrión de porte mediano.  

## Distribución y hábitat
Los gorriones de artemisa a menudo están vinculados a hábitats de artemisas, aunque también se pueden encontrar en rodales arbustivos de salvia, chamizo y otros arbustos bajos del interior árido del oeste.
La especie se reproduce en el interior del oeste de los Estados Unidos (entre las Montañas Rocosas y las montañas costeras, tales como las Montañas Cascadas). Pasa el invierno en los estados de la frontera mexicana y en el norte de Sonora y Chihuahua.